# 約翰遜縣 (肯塔基州)
約翰遜縣（英語：Johnson County）是美國肯塔基州東部的一個縣。面積684平方公里。根據美國2000年人口普查，共有人口23,445人。縣治佩恩茨维尔 (Paintsville)。
成立於1843年4月1日。縣名以美國副總統理查德·门特·约翰逊（曾任眾議員、參議員）命名。